# Thimble Peak (Grahamland)
Der Thimble Peak (englisch für Fingerhutspitze, in Argentinien Cerro Pirámide ‚Pyramidenhügel‘) ist ein 485 m hoher und gedrungener Kegelberg aus Fels und Eis im Norden des Grahamlands auf der Antarktischen Halbinsel. Auf der Trinity-Halbinsel ragt er 3 km nordöstlich der Duse Bay an der Ostflanke des Mondor-Gletschers auf.
Wissenschaftler des Falkland Islands Dependencies Survey kartierten ihn 1946. Seinen deskriptiven Namen erhielt er 1948 durch das UK Antarctic Place-Names Committee.